# Lac Miraflores
Le lac Miraflores est un lac de barrage situé dans le département d'Antioquia, en Colombie.  

## Géographie
Le lac Miraflores est situé dans la municipalité de Carolina del Príncipe, à 55 km au nord-est de la ville de Medellín. 
Il a un volume de 144 millions de m3, pour une superficie de 8,15 km2.